# Typhula lutescens
Typhula lutescens är en svampart som beskrevs av Boud. 1900. Typhula lutescens ingår i släktet Typhula och familjen trådklubbor.  Arten är reproducerande i Sverige. Inga underarter finns listade i Catalogue of Life.